# Karl von Gemmingen-Hornberg
Karl von Gemmingen-Hornberg (1857 à Badstadt – 1935 à Heidelberg) est un homme politique de l’Empire allemand.

## Biographie
Karl Franz Joseph von Gemmingen-Hornberg épousa Hedwig Scipio (1867–1935). Ils eurent 4 enfants : Hans-Lothar (1893, Metz ; Heidelberg, 1975), Clothilde Pauline (1895), Pauline Clothilde (1898) et Ludwig (1910). Tout d’abord Kreisdirector à Strasbourg, Karl von Gemmingen-Hornberg est nommé président du district de Lorraine en 1913. Il restera à Metz à la tête du district jusqu’à la fin de la Première Guerre mondiale. Le 20 novembre 1918, le dernier Bezirkpräsident de Lorraine passe les pouvoirs au commissaire de la République Léon Mirman  préfet de Meurthe-et-Moselle. Karl von Gemmingen-Hornberg décèdera en 1935.

## Sources
- Lupold von Lehsten: Genealogie der Freiherren von Gemmingen im 19. und 20. Jahrhundert. Bensheim, 2003.